# Niels Iuel (1918)
Niels Iuel (Niels Juel) – duński pancernik obrony wybrzeża z okresu międzywojennego i II wojny światowej, ostatni duński okręt tej klasy.
Zbudowany w Danii, budowę rozpoczęto przed I wojną światową, lecz ukończono po niej według zmienionego projektu.

## Projekt i budowa
Od końca XIX wieku Królewska Duńska Marynarka Wojenna, której zadania skupiały się wówczas na obronie wybrzeża, rozwijała klasę pancerników obrony wybrzeża, projektowanych i budowanych w Danii. Na przełomie wieków powstały trzy okręty tej klasy typu Herlulf Trolle, o niskich burtach, uzbrojone w dwa działa kalibru 240 mm w pojedynczych wieżach na dziobie i rufie, z których ostatni „Peder Skram” wodowano w 1908 roku. W 1909 roku rozpoczęto prace nad projektem kolejnego dużego okrętu dla marynarki, którego wyporność ograniczono z przyczyn finansowych do niewiele większej od poprzedników 3800 ton . Rozpatrywano różne opcje, lecz w 1913 roku Ministerstwo Marynarki zdecydowało się na projekt będący rozwinięciem poprzednich, przedstawiający klasyczny pancernik przybrzeżny o uzbrojeniu głównym w dwóch wieżach . Niskie burty na rufie i śródokręciu o wysokości około metra nad wodą miały tworzyć jak najmniejszy cel . Pokład dziobowy wznosił się na około cztery metry nad wodą, a na śródokręciu była przewidziana nadbudowa z czterema kazamatami dział artylerii średniej . Uzbrojenie miały stanowić dwie armaty kalibru 305 mm, osiem dział kalibru 120 mm w kazamatach i stanowiskach odkrytych oraz dwa działa przeciwlotnicze 75 mm. Rozważano na wcześniejszym etapie uzbrojenie z czterech dział kalibru 240 mm. Uzbrojenie główne miało być pochodzenia niemieckiego i w lipcu 1914 roku zamówiono działa z wieżami w zakładach Kruppa.
Stępkę pod budowę okrętu położono 21 września 1914 roku, niedługo po wybuchu I wojny światowej, w której Dania zadeklarowała neutralność. Budowano go w królewskiej stoczni marynarki Orlogsværftet w Kopenhadze. Z powodu jednak obciążenia stoczni budową nowych torpedowców i okrętów podwodnych w celu strzeżenia neutralności Danii oraz remontami jednostek, budowa okrętu pancernego miała niższy priorytet, zwłaszcza biorąc pod uwagę wojenne deficyty materiałów i siły roboczej. Kadłub bez pancerza i nadbudówek wodowano dopiero 3 lipca 1918 roku, w obecności króla Chrystiana X. Po zakończeniu wojny w listopadzie tego roku prace wstrzymano. Wydawało się, że budowa okrętu takiej klasy będzie zbędna w czasach długotrwałego pokoju i rozważano nawet jego przebudowę na jednostkę cywilną lub złomowanie. Uzbrojenie z dział kalibru 305 mm uważane było też przez część polityków za zbyt ofensywne i prowokacyjne. Zdecydowano w końcu ukończyć okręt w charakterze zbliżonym do krążownika, mogącego służyć także do szkolenia i celów reprezentacyjnych w rejsach zagranicznych. Zmienione plany zaakceptowano w 1920 roku. Okręt otrzymał podwyższone burty i nowy pokład górny w celu stworzenia pomieszczeń załogi i polepszenia własności morskich, a uzbrojenie zmieniono na dziesięć dział 15-centymetrowych. Rozważano różnych dostawców uzbrojenia, ostatecznie wybór padł na działa Kruppa, któremu zapłacono jeszcze przed wojną zaliczkę. Krupp nie mógł jednak dostarczyć dział zgodnie z warunkami zawieszenia broni, ale w porozumieniu z nim wykonały je szwedzkie zakłady Boforsa i dostarczyły w marcu 1923 roku.
Okręt przyjęto do służby w maju 1923 roku. Nosił nazwę na cześć XVII-wiecznego admirała Nielsa Juela, którą początkowo zapisywano w formie „Niels Juel”, lecz krótko po wejściu do służby zmieniono jej pisownię na „Niels Iuel”, na prośbę potomków admirała . Według pierwotnego projektu był klasyfikowany oficjalnie jako okręt pancerny (Panserskib), a po wejściu do służby jako „okręt artyleryjski” (Artilleriskib) lub po prostu okręt wojenny (Orlogskib) .

## Opis konstrukcji

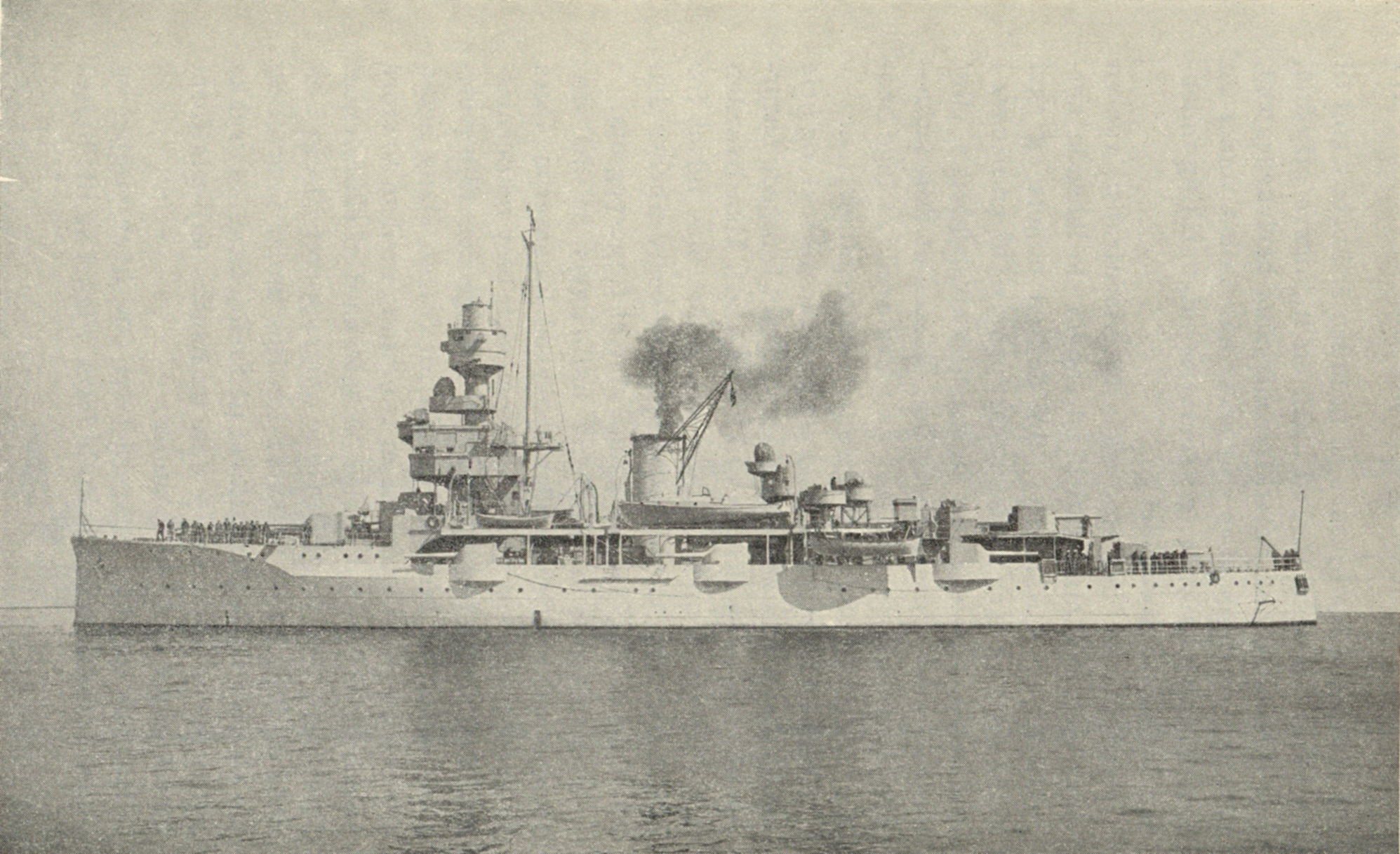
„Niels Iuel” z profilu

„Niels Iuel” był napędzany przez dwie pionowe trzycylindrowe maszyny parowe potrójnego rozprężania o łącznej nominalnej mocy indykowanej 6000 KM. Maszyny były wyprodukowane przez stocznię i miały średnice cylindrów: 61 cm, 95 cm i 152 cm. Napędzały dwie trzyłopatowe śruby o stałym skoku wykonane z brązu o średnicy 335 cm, produkcji zakładów Stone z Londynu. Były zasilane w parę przez cztery kotły parowe wodnorurkowe typu Yarrow, zbudowane przez stocznię, z tego dwa w pierwszej kotłowni opalane paliwem płynnym, a dwa w sąsiadującej z nią tylnej kotłowni opalane węglem. Za kotłowniami były dwie maszynownie oddzielone grodzią wzdłużną. Podczas prób osiągnięto pełną moc indykowaną 6026 KM i prędkość maksymalną 16,1 węzła. Zapas paliwa wynosił 223 tony mazutu i 244 ton węgla. Zasięg wynosił 6000 mil morskich przy prędkości 9 węzłów. Ster był pojedynczy, o powierzchni 9,5 m².

### Uzbrojenie

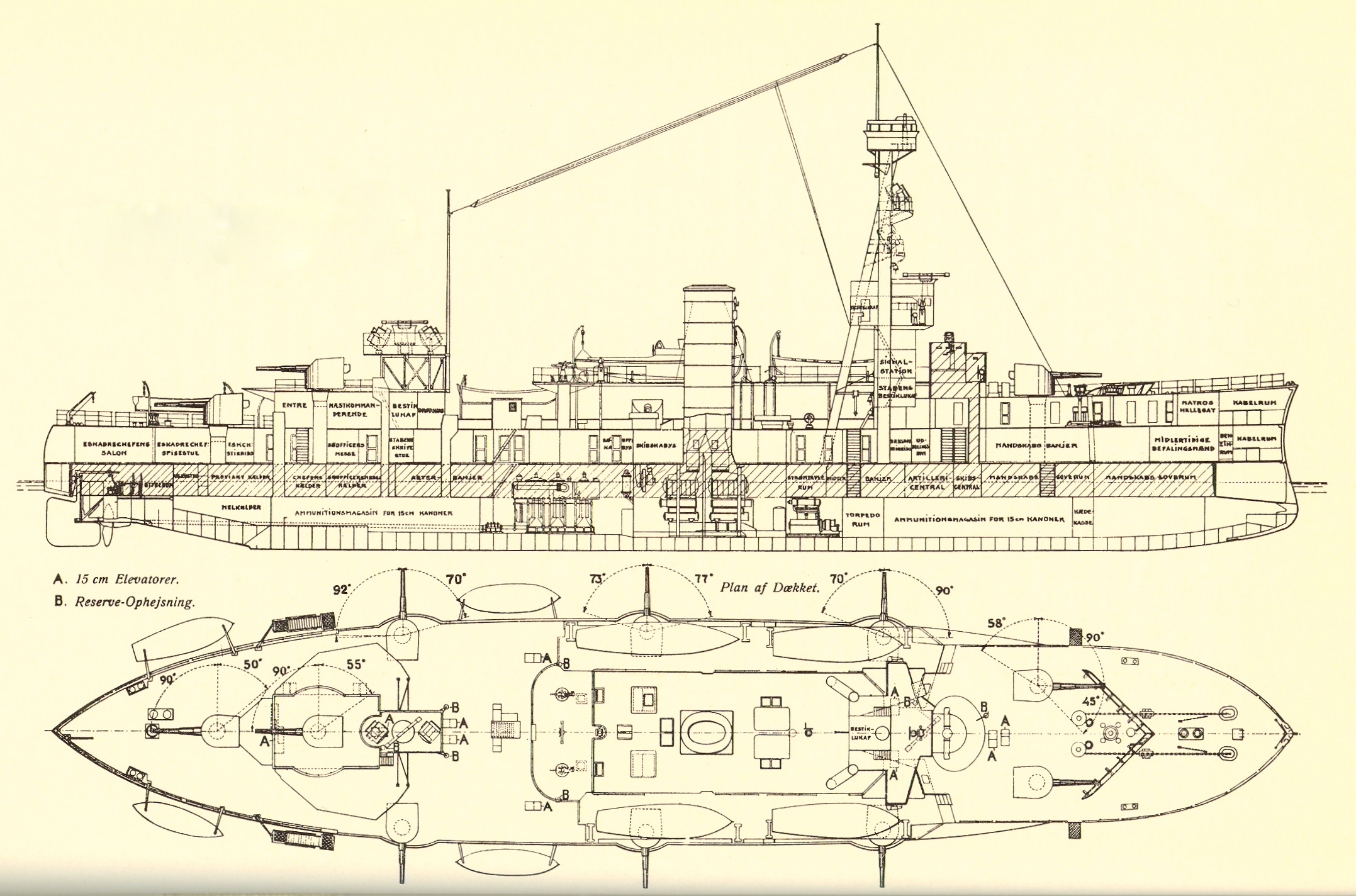
Przekrój podłużny i plan kątów ostrzału artylerii głównej

Uzbrojenie główne stanowiło dziesięć dział kalibru 149,1 mm (nominalnie 15 cm) P.K. o długości L/45 (45 kalibrów) produkcji Boforsa na podstawie planów Kruppa. Strzelały one granatami wybuchowymi o masie 46 kg, a maksymalna donośność wynosiła 17 800 m. Działa umieszczone były w pojedynczych stanowiskach z maskami pancernymi, o kącie podniesienia lufy od -10° do +30°. Szybkostrzelność wynosiła 5–7 strz./min. Działa rozmieszczone były: dwa obok siebie na pokładzie dziobowym z kątem ostrzału po 193°, po trzy na sponsonach pokładu górnego na każdej z burt z kątami ostrzału od 150° do 162°, oraz dwa w superpozycji na pokładzie rufowym i nadbudówce rufowej, z najszerszym teoretycznym kątem ostrzału 280° dla dolnego i 290° dla górnego działa. Salwę burtową w ten sposób tworzyło sześć dział, bezpośrednio w kierunku dziobu i rufy teoretycznie mogły strzelać po cztery działa, a w niektórych zakresach kątów kursowych aż siedem dział.
Artylerię przeciwlotniczą stanowiły początkowo dwa duńskie działa kalibru 57 mm A.B.K. L/30. Ustawione były na platformie za kominem, lecz były one mało efektywne przeciwko nowoczesnym samolotom. Zdjęto je w latach 1935–36, a następnie w 1939 roku ponownie ustawiono już tylko do celów salutacyjnych. Podczas modernizacji w latach 1935–36 zainstalowano 10 duńskich działek kalibru 20 mm RK M/31 w pięciu podwójnych stanowiskach, uzupełnionych w kwietniu 1937 roku przez 14 karabinów maszynowych M/37 kalibru 8 mm na podwójnych podstawach. Zimą 1940/41 dodano dwie pojedyncze armaty kalibru 40 mm M/37 Bofors L/60 zdjęte z okrętów podwodnych. Zimą 1941/42 podwójne działka 20 mm i karabiny maszynowe zostały natomiast zamienione na 10 pojedynczych działek 20 mm R.K. M/41 o dwukrotnie większej szybkostrzelności (500 strz./min).
Okręt posiadał ponadto dwie podwodne stałe burtowe wyrzutnie torped kalibru 45 cm. Używane były duńskie torpedy typu H o zasięgu 8 km przy prędkości 27 węzłów i głowicy o masie 121,5 kg. Okręt mógł zabierać cztery torpedy, a ogółem wyprodukowano ich osiem.

### Pancerz
Opancerzenie składało się przede wszystkim z burtowego pasa pancernego w rejonie linii wodnej, o grubości 195 mm pośrodku, zmniejszającej się do 155 mm na końcach. Pas miał wysokość 2,1 m, z tego tylko 1 m nad linią wodną (zgodnie z pierwotnym projektem miał sięgać do pokładu górnego). Pas rozciągał się na prawie całą długość okrętu, tworząc cytadelę rozpoczynającą się 5 metrów od dziobu pancerną grodzią poprzeczną grubości 175 mm i kończącą 3 metry przed rufą grodzią grubości 165 mm. Pas nakryty był pokładem pancernym grubości 55 mm. Pancerz burtowy był z cementowanej stali Kruppa, wykonany przez amerykańskie zakłady Bethlehem Steel.
Działa artylerii głównej chronione były maskami pancernymi o grubości 50 mm z przodu i 10–20 mm z boków. Wieża dowodzenia miała ściany grubości 170 mm, dach i podłogę grubości 40 mm i łączyła się z szybem komunikacyjnym o grubości ścian 100 mm.

## Służba
Po wejściu do służby, „Niels Iuel” wyruszył od razu w trwający od 28 maja do 2 sierpnia 1923 roku rejs zagraniczny w celu zgrania załogi i dotarcia mechanizmów, z następcą tronu księciem Fryderykiem na pokładzie, odwiedzając Bergen, Wyspy Owcze, Leith i Göteborg. 21 października natomiast okręt wyruszył do Ameryki Południowej, odwiedzając między innymi Rio de Janeiro, Buenos Aires i Montevideo i powracając 23 lutego 1924 roku. W drodze z Azorów do Europy odniósł uszkodzenia w silnym sztormie. W czerwcu – lipcu 1925 roku odbył rejs po Bałtyku, odwiedzając Helsinki, Tallinn, Rygę, Wolne Miasto Gdańsk i Lubekę.

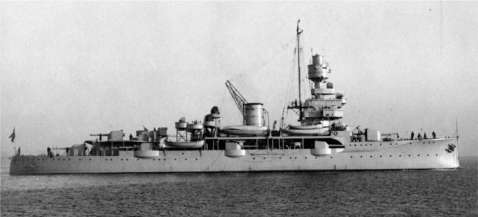
„Niels Iuel” po modernizacji

W 1931 roku „Niels Iuel” odbył rejs szkolny na Morze Śródziemne i jako pierwszy duński okręt na Morze Czarne, odwiedzając Stambuł, Odessę i porty śródziemnomorskie. 3 września 1931 roku został wycofany z czynnej służby w oczekiwaniu na remont połączony z modernizacją w latach 1935-36, po którym powrócił do służby 9 lipca 1936 roku. W maju 1937 roku reprezentował Danię na rewii floty na redzie Spithead z okazji koronacji Jerzego VI.
Po wybuchu II wojny światowej we wrześniu 1939 roku okręt został postanowiony w gotowość bojową. W styczniu 1940 roku z uwagi na zalodzenie większość załogi została zwolniona do domów i powróciła 8 kwietnia, w związku z czym następnego dnia „Niels Iuel”, stacjonujący w Kopenhadze, nie był w pełnej gotowości. 9 kwietnia rano, kiedy Niemcy zajęły Danię, podobnie jak większość armii duńskiej nie podjął próby żadnych działań przeciw wysadzeniu w porcie desantu niemieckiego ze statku „Hansestadt Danzig”. Nastąpiła po tym niemiecka okupacja pokojowa kraju, pod którą Dania mogła zachować marynarkę wojenną.

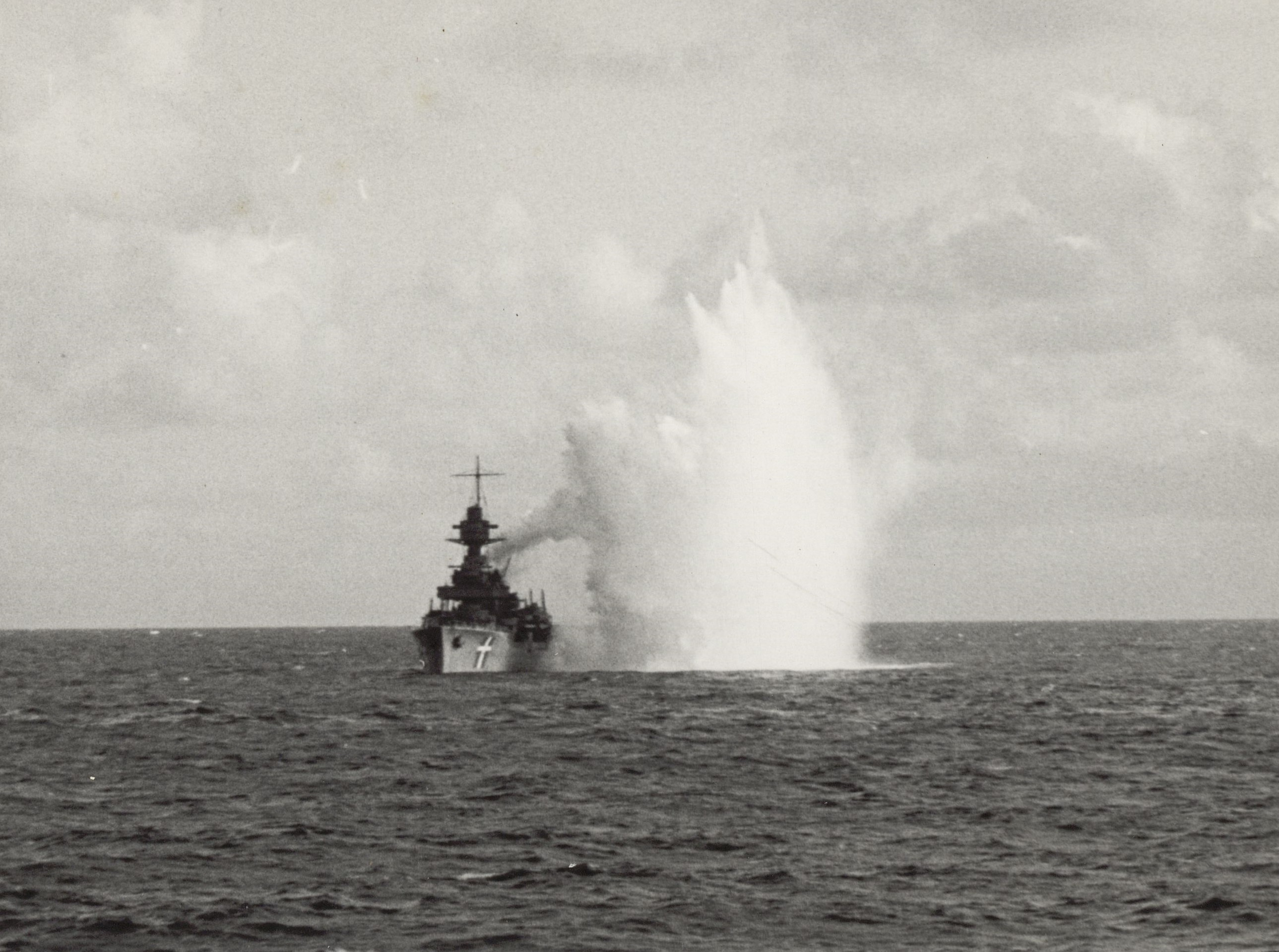
„Niels Iuel” atakowany przez niemieckie samoloty 29 sierpnia 1943. Widoczne oznaczenia neutralności w postaci flagi duńskiej

Na skutek pogorszenia stosunków duńsko-niemieckich, 29 sierpnia 1943 roku Niemcy przystąpili do rozbrojenia armii i marynarki duńskiej. „Niels Iuel” wówczas znajdował się w Holbæk, w głębi fiordu i o godzinie 4.12 rano otrzymał rozkaz przedarcia się do neutralnej Szwecji. Dowódcą okrętu był kmdr por. Carl Westermann. Okręt odkotwiczył i wyszedł na wody fiordu, starając się wyjść na Kattegat, lecz między 8.55 a 9.35 był pięć razy atakowany bombami i z karabinów maszynowych przez niemieckie samoloty, do których początkowo nie otwierał ognia. Od bliskiego wybuchu dwóch bomb okręt doznał w końcu uszkodzeń i deformacji kadłuba i dowódca, w obliczu perspektywy dalszych skuteczniejszych ataków lotniczych, zdecydował samozatopić okręt. Kilku członków załogi odniosło rany, jeden później zmarł. Okręt został osadzony na brzegu kilka kilometrów na południe od Nykøbing Sjælland, a załoga dokonała w nim uszkodzeń i otworzyła zawory denne.
W październiku 1943 roku „Niels Iuel” został podniesiony przez Niemców i skierowany na remont do Kilonii. Usunięto z niego uzbrojenie główne, z czego osiem dział zostało użyte w niemieckich bateriach nadbrzeżnych w Danii. We wrześniu 1944 roku został przyjęty do służby jako okręt szkolny „Nordland” i stacjonował w Ustce (ówczesne Stolpmünde). 20 lutego 1945 roku „Nordland” powrócił o własnych siłach do Kilonii, uciekając przed radzieckim natarciem. 3 maja 1945 roku został samozatopiony w Zatoce Eckernförde przez niemiecką załogę, na głębokości ok. 28 m. W latach 50. większość wraku została pocięta na miejscu.